# Acorrentados (reality show)
Acorrentados foi o primeiro reality show da SIC, exibido em 2001 e apresentado por Artur Albarran e José Figueiras. O título original é "Chains of Love". Cinco pessoas ficavam acorrentadas e tinham de ir juntas para todo o lado. Quatro eram do mesmo sexo e a do sexo oposto tinha de ir eliminando aquelas que não lhe interessavam, até sobrar um que seria o ideal ou o mal menor.
Este programa celebrizou a apresentadora de TV, modelo e atriz Isabel Figueira.
No Brasil, teve a sua versão transmitida pela Rede Globo, no programa Caldeirão do Huck.